# Consiglio mondiale per la pace
Il Consiglio mondiale per la pace, World Peace Council (WPC) in inglese, è un'organizzazione internazionale che sostiene il disarmo universale, la sovranità e l'indipendenza e la coesistenza pacifica, e le campagne contro l'imperialismo, le armi di distruzione di massa e ogni forma di discriminazione.
È stato fondato nel 1950, emergendo dalla politica del movimento comunista internazionale e di esponenti della cultura di sinistra, per promuovere campagne di pace in tutto il mondo al fine di contrastare l'atteggiamento guerrafondaio degli Stati Uniti d'America. Il suo primo presidente fu l'eminente fisico Frédéric Joliot-Curie. Stabilitosi a Helsinki dal 1968 al 1999, dal 2000 la sua sede è ad Atene.

## Organizzazione attuale
Il WPC attualmente afferma che i suoi obiettivi sono:
- azioni contro le guerre imperialiste e contro l'occupazione di paesi sovrani e delle nazioni;
- il divieto di tutte le armi di distruzione di massa; abolizione delle basi militari straniere;
- il disarmo universale sotto un efficace controllo internazionale,
- l'eliminazione di ogni forma di colonialismo, neo- colonialismo, razzismo, sessismo e altre forme di discriminazione,
- il rispetto per il diritto dei popoli alla sovranità e all'indipendenza, indispensabili per l'instaurazione della pace;
- non- interferenza negli affari interni delle nazioni;
- pacifica convivenza tra gli stati con diversi sistemi politici: negoziati invece dell'uso della forza nella risoluzione delle differenze tra le nazioni.

Il WPC è una ONG presso le Nazioni Unite e collabora principalmente con il Movimento dei paesi non allineati. Essa collabora con:
- United Nations Educational,
- Scientific and Cultural Organization (UNESCO),
- Conferenza delle Nazioni Unite sul commercio e lo sviluppo (UNCTAD),
- l'Organizzazione per lo sviluppo industriale delle Nazioni Unite (UNIDO),
- l'Organizzazione internazionale del lavoro (OIL) e altre agenzie specializzate delle Nazioni Unite, commissioni speciali e dipartimenti.

Si dice che abbia influenzato con successo i loro ordini del giorno, i termini della discussione e gli orientamenti delle rispettive deliberazioni. Essa collabora inoltre con l'Unione africana, la Lega degli Stati arabi e altri organismi intergovernativi.